# Peucedanum dissolutum
Peucedanum dissolutum là một loài thực vật có hoa trong họ Hoa tán. Loài này được (Diels) H. Wolff miêu tả khoa học đầu tiên năm 1925.